# Saccobasis polymorpha
Saccobasis polymorpha là một loài Rêu trong họ Jungermanniaceae. Loài này được (R.M. Schust.) Schljakov mô tả khoa học đầu tiên năm 1979.